# Oleada de tornados de abril de 2010
La Oleada de tornados de abril de 2010 fue una oleada de tornados que se formó a lo largo de Sur de Estados Unidos, iniciando originalmente en las Altas Planicies el 22 de abril de 2010 y continuando sobre las Planicies Septentrionales, los valles de Misisipi y Tennessee el 24 de abril y terminando finalmente en la costa sureste el 25 de abril. El día en que se formaron más tornados fue el 24 de abril, particularmente en Misisipi. La oleada fue la responsable de 12 fatalidades el 24 de abril, todas ellas ocurridas en Misisipi, de una sola supercélula que cruzó todo el estado.

## Tornado en Tallulah-Yazoo City-Durant
La peor parte de la tormenta se cultivó en el norte de Luisiana durante las primeras horas del 24 de abril. El primer reporte de daños fue recibido poco después de las 11:00 a. m. CST (1600 UTC) cerca de la ciudad de Tallulah. Desde ese punto, la supercélula se movió del Oeste al Este cruzando todo el estado de Misisipi en las siguientes 4 horas, debilitándose al entrar a Alabama justo antes de las 3:00 p. m. CST (2000 UTC). En su recorrido, se produjo varios daños en localidades del área de Eagle Lake en el condado de Warren, Valley Park en el condado de Issaquena, Satartia y Yazoo City en el condado de Yazoo, Ebenezer y Durant en el condado de Holmes, y áreas al norte de Kosciusko en el condado de Attala, French Camp y Chester en el condado de Choctaw, al norte de  Starkville en el condado de Oktibbeha, y al este de West Point en el condado de Clay.
La Agencia para el Manejo de Emergencias de Misisipi reportó que casi 200 casas fueron destruidas en todo el estado. En el condado de Attala , 35 casas fueron dañadas y 7 personas resultaron heridas. 60 casas fueron dañadas y personas 25 heridas en el condado de Holmes. En el condado de  Monroe, 48 casas resultaron dañadas y una persona resultó herida. El condado de Warren tuvo 42 casas dañadas. En el condado de Choctaw, 114 casas fueron dañadas y 15 personas heridas. 63 casas fueron dañadas y una persona fue herida en el condado de Union. El condado de Yazoo fue el que sufrió más devastación con 319 casas destruidas. El tornado fue de 1.75 millas (2.8 km) de ancho. 10 personas (tres de ellos niños, incluido un bebé de 3 meses) murieron directamente por el tornado - cuatro en el condado de Yazoo, una en el condado de Holmes y cinco en el condado de Choctaw, y otras dos murieron indirectamente, elevando la cifra a 12. 
Se desconoce si hubo múltiples tornados que tocaron tierra, pero según estudios, se cree que fue un solo tornado en un recorrido de 149 millas (240 km) cerca de Tallulah, Luisiana, hasta al menos Sturgis, Misisipi en el extremo occidental del condado de Oktibbeha. Otros estudios - incluyendo uno aéreo - se llevarían a cabo para determinar si el daño en todos los condados afectados - incluyendo el de la parte oriental del recorrido de la supercélula en los condados de Oktibbeha y Clay - son del mismo tornado o de varios tornados. El tornado fue clasificado como EF4, produciendo daños EF4 en Yazoo City y cerca de Durant y la I-55. Según The Weather Channel, el tornado ha sido el más fuerte en misisipi, desde que se introdujo en 2007 la escala Fujita mejorada. También fue el tornado más mortífero en un solo día desde el 10 de mayo de 2008 cuando un tornado mató a 21 personas en Oklahoma y Misuri.

## Tornados
| Confirmado Total | Confirmado EF0 | Confirmado EF1 | Confirmado EF2 | Confirmado EF3 | Confirmado EF4 | Confirmado EF5 |
| 53               | 25             | 17             | 6              | 4              | 1              | 0              |

### 22 de abril
| Lista de tornados reportados - Jueves, 22 de abril de 2010                       | Lista de tornados reportados - Jueves, 22 de abril de 2010 | Lista de tornados reportados - Jueves, 22 de abril de 2010 | Lista de tornados reportados - Jueves, 22 de abril de 2010 | Lista de tornados reportados - Jueves, 22 de abril de 2010 | Lista de tornados reportados - Jueves, 22 de abril de 2010 | Lista de tornados reportados - Jueves, 22 de abril de 2010                   |
| -------------------------------------------------------------------------------- | ---------------------------------------------------------- | ---------------------------------------------------------- | ---------------------------------------------------------- | ---------------------------------------------------------- | ---------------------------------------------------------- | ---------------------------------------------------------------------------- |
| EF#                                                                              | Ubicación                                                  | Condado                                                    | Coord.                                                     | Tiempo (UTC)                                               | Recorrido                                                  | Comentarios                                                                  |
| Colorado                                                                         |                                                            |                                                            |                                                            |                                                            |                                                            |                                                                              |
| EF0                                                                              | SE de Las Animas                                           | Bent                                                       | 38°03′N 103°12′O / 38.05, -103.20                          | 1908                                                       | desconocido                                                | Sin daños, posiblemente otros tornados                                       |
| EF0                                                                              | NO de Hasty                                                | Bent                                                       | 38°13′N 102°59′O / 38.21, -102.99                          | 1948                                                       | desconocido                                                |                                                                              |
| EF1                                                                              | O de Sweetwater Reservoir                                  | Kiowa                                                      | 38°22′N 102°53′O / 38.36, -102.88                          | 2032                                                       | desconocido                                                | Un granero fue destruido                                                     |
| EF0                                                                              | O de Eads                                                  | Kiowa                                                      | 38°26′N 102°51′O / 38.44, -102.85                          | 2047                                                       | desconocido                                                |                                                                              |
| EF?                                                                              | SO de Deer Trail                                           | Elbert                                                     | 39°31′N 104°10′O / 39.52, -104.16                          | 2128                                                       |                                                            |                                                                              |
| EF?                                                                              | O de Leader                                                | Adams                                                      | 39°54′N 104°05′O / 39.90, -104.08                          | 2138                                                       |                                                            |                                                                              |
| EF?                                                                              | NE de Kit Carson                                           | Cheyenne                                                   | 38°49′N 102°44′O / 38.81, -102.73                          | 2224                                                       |                                                            | Reporte de un tornado                                                        |
| EF?                                                                              | SO de Kit Carson                                           | Cheyenne                                                   | 38°44′N 102°49′O / 38.74, -102.82                          | 2240                                                       |                                                            |                                                                              |
| EF?                                                                              | O de Kit Carson                                            | Cheyenne                                                   | 38°46′N 102°50′O / 38.76, -102.83                          | 2253                                                       |                                                            |                                                                              |
| EF?                                                                              | ONO de Firstview                                           | Cheyenne                                                   | 38°52′N 102°41′O / 38.86, -102.68                          | 2309                                                       |                                                            | Tornado was rain-wrapped.                                                    |
| EF?                                                                              | N de Firstview                                             | Cheyenne                                                   | 39°00′N 102°32′O / 39.00, -102.54                          | 2352                                                       |                                                            |                                                                              |
| EF?                                                                              | NNE de Firstview                                           | Cheyenne                                                   | 39°01′N 102°28′O / 39.02, -102.46                          | 0005                                                       |                                                            |                                                                              |
| Kansas                                                                           |                                                            |                                                            |                                                            |                                                            |                                                            |                                                                              |
| EF2                                                                              | SE de Kendall                                              | Kearny                                                     | 37°55′N 101°25′O / 37.91, -101.42                          | 2140                                                       | desconocido                                                | Reporte de un tornado de 1 milla de ancho (1.6 km). Solamente árboles caídos |
| EF1                                                                              | O de Friend                                                | Finney, Scott                                              | 38°13′N 101°05′O / 38.22, -101.09                          | 2311                                                       | desconocido                                                | Gran tornado reportado, solamente daños a tendido eléctrico                  |
| EF0                                                                              | S de Scott City                                            | Scott                                                      | 38°25′N 100°55′O / 38.42, -100.91                          | 0010                                                       | desconocido                                                | Daños reportados, como tendido eléctrico, un granero etc.                    |
| EF?                                                                              | SE de Gove                                                 | Gove                                                       | 38°49′N 100°20′O / 38.82, -100.33                          | 0221                                                       |                                                            | Pequeño tornado reportado por el sheriff local.                              |
| Texas                                                                            |                                                            |                                                            |                                                            |                                                            |                                                            |                                                                              |
| EF0                                                                              | NE de Goodnight                                            | Armstrong                                                  | 35°05′N 101°07′O / 35.09, -101.12                          | 2159                                                       | 2 millas (3,2 km)                                          | Sin daños.                                                                   |
| EF0                                                                              | SE de Groom                                                | Donley                                                     | 35°10′N 100°59′O / 35.16, -100.98                          | 2210                                                       | 8 millas (12,9 km)                                         | Sin daños.                                                                   |
| EF1                                                                              | Goodnight                                                  | Armstrong                                                  | 35°04′N 101°09′O / 35.07, -101.15                          | 2220                                                       | 11 millas (17,7 km)                                        | Pocos daños.                                                                 |
| EF0                                                                              | E de Lake McClellan                                        | Gray                                                       | 35°13′N 100°51′O / 35.22, -100.85                          | 2238                                                       | 0,5 millas (800 m)                                         | Sin daños.                                                                   |
| EF0                                                                              | SE de Groom                                                | Donley                                                     | 35°10′N 100°59′O / 35.16, -100.98                          | 2307                                                       | 0,5 millas (800 m)                                         | Sin daños.                                                                   |
| EF0                                                                              | NE de Lake McClellan                                       | Gray                                                       | 35°16′N 100°48′O / 35.26, -100.80                          | 2330                                                       | 8 millas (12,9 km)                                         | Gran tornado intermitente, pero sin daños reportados.                        |
| EF0                                                                              | NE de Lefors                                               | Gray                                                       | 35°31′N 100°35′O / 35.51, -100.59                          | 2340                                                       | 5 millas (8 km)                                            | Sin daños.                                                                   |
| EF?                                                                              | SO de Cee Vee                                              | Motley                                                     | 34°09′N 100°32′O / 34.15, -100.54                          | 0038                                                       |                                                            | Muchos reportaron un gran tornado                                            |
| EF?                                                                              | SE de Cee Vee                                              | Cottle                                                     | 34°11′N 100°25′O / 34.18, -100.41                          | 0133                                                       |                                                            | Gran tornado tocando tierra                                                  |
| EF?                                                                              | NO de Swearingen                                           | Cottle                                                     | 34°09′N 100°15′O / 34.15, -100.25                          | 0205                                                       |                                                            | Posiblemente 1 o más tornados                                                |
| Oklahoma                                                                         |                                                            |                                                            |                                                            |                                                            |                                                            |                                                                              |
| EF0                                                                              | S de Bryans Corner                                         | Beaver                                                     | 35°05′N 101°07′O / 35.09, -101.12                          | 2251                                                       | 0,25 millas (400 m)                                        | Sin daños.                                                                   |
| Fuentes: SPC Storm ReportS de 04/22/10, NWS Amarillo, NWS Dodge City, NWS Pueblo |                                                            |                                                            |                                                            |                                                            |                                                            |                                                                              |

### 23 de abril
| Lista de tornados reportados - Viernes, 23 de abril de 2010           | Lista de tornados reportados - Viernes, 23 de abril de 2010 | Lista de tornados reportados - Viernes, 23 de abril de 2010 | Lista de tornados reportados - Viernes, 23 de abril de 2010 | Lista de tornados reportados - Viernes, 23 de abril de 2010 | Lista de tornados reportados - Viernes, 23 de abril de 2010 | Lista de tornados reportados - Viernes, 23 de abril de 2010 |
| --------------------------------------------------------------------- | ----------------------------------------------------------- | ----------------------------------------------------------- | ----------------------------------------------------------- | ----------------------------------------------------------- | ----------------------------------------------------------- | ----------------------------------------------------------- |
| EF#                                                                   | Ubicación                                                   | Condado                                                     | Coord.                                                      | Tiempo (UTC)                                                | Recorrido                                                   | Comentarios                                                 |
| Colorado                                                              |                                                             |                                                             |                                                             |                                                             |                                                             |                                                             |
| EF?                                                                   | NE de Genoa                                                 | Lincoln                                                     | 39°20′N 103°25′O / 39.34, -103.42                           | 1717                                                        |                                                             |                                                             |
| Misisipi                                                              |                                                             |                                                             |                                                             |                                                             |                                                             |                                                             |
| EF?                                                                   | Swiftown                                                    | Leflore                                                     | 33°19′N 90°26′O / 33.31, -90.43                             | 2055                                                        |                                                             | Sin daños.                                                  |
| Arkansas                                                              |                                                             |                                                             |                                                             |                                                             |                                                             |                                                             |
| EF?                                                                   | O de Cash                                                   | Craighead                                                   | 35°48′N 90°57′O / 35.80, -90.95                             | 2322                                                        |                                                             |                                                             |
| Missouri                                                              |                                                             |                                                             |                                                             |                                                             |                                                             |                                                             |
| EF0                                                                   | E de Silex                                                  | Warren, Lincoln                                             | 38°55′N 91°11′O / 38.91, -91.19                             | 0015                                                        | 22 millas (35,4 km)                                         | Tornado con un gran recorrido pero sin daños.               |
| Texas                                                                 |                                                             |                                                             |                                                             |                                                             |                                                             |                                                             |
| EF0                                                                   | SO de Atlanta                                               | Cass                                                        | 33°05′N 94°15′O / 33.08, -94.25                             | 0034                                                        | 5 millas (8 km)                                             | Daños solamente a árboles.                                  |
| EF0                                                                   | Queen City                                                  | Cass, Miller (AR)                                           | 33°09′N 94°10′O / 33.15, -94.17                             | 0041                                                        | 18 millas (29,0 km)                                         | Pocos daños, árboles caídos en casas y automóviles.         |
| Fuentes: SPC Storm ReportS de 04/23/10, NWS Shreveport, NWS St. Louis |                                                             |                                                             |                                                             |                                                             |                                                             |                                                             |

### 24 de abril
| Lista de tornados reportados - Sábado, 24 de abril de 2010 | Lista de tornados reportados - Sábado, 24 de abril de 2010 | Lista de tornados reportados - Sábado, 24 de abril de 2010                                               | Lista de tornados reportados - Sábado, 24 de abril de 2010 | Lista de tornados reportados - Sábado, 24 de abril de 2010 | Lista de tornados reportados - Sábado, 24 de abril de 2010 | Lista de tornados reportados - Sábado, 24 de abril de 2010 |
| --- | ---------------------------------------------------------- | --- | ---------------------------------------------------------- | ---------------------------------------------------------- | ---------------------------------------------------------- | --- |
| EF# | Ubicación                                                  | Condado/ Parroquia                                                                                       | Coord.                                                     | Tiempo (UTC)                                               | Recorrido                                                  | Comentarios |
| Texas |                                                            | |                                                            |                                                            |                                                            | |
| EF1 | Mabank                                                     | Kaufman                                                                                                  | 32°22′N 96°06′O / 32.37, -96.10                            | 0645                                                       | 0,25 millas (400 m)                                        | Pequeño tornado dañó una casa |
| EF0 | NNO de Mineola                                             | Wood | 32°51′N 95°24′O / 32.85, -95.40                            | 0733                                                       | 0,75 millas (1,2 km)                                       | Varios árboles arrancados de raíces |
| EF0 | E de Winnsboro                                             | Wood | 32°58′N 95°14′O / 32.96, -95.23                            | 0746                                                       | 2 millas (3,2 km)                                          | Tornado toca tierra a lo largo de la Carretera 11 |
| Misisipi |                                                            | |                                                            |                                                            |                                                            | |
| EF1 | S de Raleigh                                               | Smith | 32°02′N 89°31′O / 32.03, -89.52                            | 1355                                                       | 10 millas (16,1 km)                                        | Árboles arrancados |
| EF2 | Meridian                                                   | Jasper, Lauderdale                                                                                       | 32°20′N 88°44′O / 32.34, -88.73                            | 1434                                                       | 28 millas (45,1 km)                                        | Tornado reportado según ABC 33/40 con daños estructurales a una iglesia. Árboles arrancados en su recorrido.                                                                                    |
| EF? | Thaxton                                                    | Pontotoc                                                                                                 | 34°19′N 89°10′O / 34.31, -89.17                            | 1602                                                       |                                                            | Tornado confirmado por la policía local. |
| EF0 | New Albany                                                 | Union | 34°29′N 89°01′O / 34.49, -89.02                            | 1620                                                       | 100 yardas (90 m)                                          | Pocos daños, y árboles arrancados |
| EF? | Baldwyn                                                    | Lee | 34°30′N 88°38′O / 34.50, -88.63                            | 1750                                                       |                                                            | Tornado reportado cerca de la U.S. Route 45. |
| EF1 | N de Starkville                                            | Oktibbeha                                                                                                | 33°32′N 88°49′O / 33.53, -88.82                            | 1906                                                       | desconocido                                                | Una casa móvil salió volando, recorrido del tornado probablemente fue largo. |
| EF2 | NE de West Point                                           | Clay | 33°38′N 88°33′O / 33.64, -88.55                            | 1928                                                       | desconocido                                                | Tendido eléctrico destruido, recorrido del tornado probablemente fue largo. |
| EF1 | SE de Damascus                                             | Lauderdale, Kemper                                                                                       | 32°35′N 88°48′O / 32.59, -88.80                            | 0032                                                       | 3,6 millas (5,8 km)                                        | Daños a estructuras de 4 graneros. |
| EF1 | New Hamilton                                               | Monroe                                                                                                   | 33°45′N 88°27′O / 33.75, -88.45                            | desconocido                                                | 7 millas (11,3 km)                                         | |
| Alabama |                                                            | |                                                            |                                                            |                                                            | |
| EF? | Ward                                                       | Sumter                                                                                                   | 32°22′N 88°17′O / 32.36, -88.28                            | 1544                                                       |                                                            | Reporte de árboles arrancados por el Departamento de Bomberos |
| EF0 | SO de Hogglesville                                         | Hale | 32°46′N 87°32′O / 32.77, -87.54                            | 1650                                                       | 5,84 millas (9,4 km)                                       | Granero destruido |
| EF0 | S de Guin                                                  | Marion                                                                                                   | 33°57′N 87°51′O / 33.95, -87.85                            | 2127                                                       | 7,22 millas (11,6 km)                                      | Árboles arrancados, algunas casas con pocos daños y dos edificios destruidos. |
| EF2 | NO de Walter                                               | Cullman                                                                                                  | 34°09′N 86°43′O / 34.15, -86.71                            | 0013                                                       | 6 millas (9,7 km)                                          | Dos polleras fueron destruidos y otros daños en otras estructuras. |
| EF1 | S de Berry                                                 | Fayette                                                                                                  | 33°36′N 87°40′O / 33.60, -87.67                            | 0106                                                       | 6,6 millas (10,6 km)                                       | Cuatro casas resultaron con daños menores. |
| EF1 | NE de Berry                                                | Fayette, Walker                                                                                          | 33°41′N 87°32′O / 33.68, -87.53                            | 0106                                                       | 4,6 millas (7,4 km)                                        | Árboles arrancados y una torre de radio arrancada. |
| EF1 | NE de Brooksville                                          | Blount, Marshall                                                                                         | 34°11′N 86°11′O / 34.19, -86.19                            | 0259                                                       | 2,18 millas (3,5 km)                                       | Una casa perdió su techo y un granero y una casa móvil fueron arrancados de sus fundaciones. |
| EF3 | Parrish                                                    | Walker, Jefferson, Blount                                                                                | 33°45′N 87°03′O / 33.75, -87.05                            | 0304                                                       | 29,5 millas (47,5 km)                                      | Gran tornado de largo recorrido. Más de 70 casas y negocios fueron dañados, de la cual una fue destruida. Cientos de árboles arrancados de raíz y una muerte indirecta.                         |
| EF3 | Albertville/Geraldine areas                                | Marshall, DeKalb                                                                                         | 34°16′N 86°13′O / 34.26, -86.21                            | 0325                                                       | 18,5 millas (29,8 km)                                      | Gran tornado causa daños considerables en varias comunidades y 30 personas resultan heridas. Albertville High School fue gravemente dañada, y varios edificios comerciales.                     |
| EF3 | S de Mentone                                               | DeKalb                                                                                                   | 34°32′N 85°35′O / 34.54, -85.58                            | 0428                                                       | 2 millas (3,2 km)                                          | Un parque de casas móviles fue destruido, quedando completamente destruido. Varios heridos ahí. Posiblemente el mismo tornado de Albertville y Geraldine.                                       |
| EF3 | NE de Collinsville                                         | DeKalb                                                                                                   | 34°17′N 85°47′O / 34.29, -85.79                            | 0515                                                       | 7,3 millas (11,7 km)                                       | Varias casas manufactureras y una iglesia destruida. Varios árboles arrancados y personas heridas.                                                                                              |
| Luisiana |                                                            | |                                                            |                                                            |                                                            | |
| EF4 | Tallulah al N de Sturgis, MS                               | Madison, Issaquena (MS), Warren (MS), Yazoo (MS), Holmes (MS), Attala (MS), Choctaw (MS), Oktibbeha (MS) | 32°43′N 90°32′O / 32.71, -90.54                            | 1606                                                       | 149 millas (239,8 km)                                      | 10 muertes - Vea sección de este tornado |
| Misuri |                                                            | |                                                            |                                                            |                                                            | |
| EF? | NO de Marysville                                           | Nodaway                                                                                                  | 40°22′N 94°54′O / 40.36, -94.90                            | 1737                                                       |                                                            | Pocos daños. |
| EF0 | S de Table Rock                                            | Taney | 36°35′N 93°18′O / 36.59, -93.30                            | 1840                                                       | 0,5 millas (800 m)                                         | Árboles arrancados |
| EF0 | Des Peres                                                  | San Luis                                                                                                 | 38°36′N 90°27′O / 38.60, -90.45                            | 2120                                                       | 0,6 millas (970 m)                                         | Pocos daños. |
| EF0 | NO de University City                                      | St. Luis                                                                                                 | 38°41′N 90°25′O / 38.69, -90.41                            | 2145                                                       | 4,4 millas (7,1 km)                                        | Pocos daños en estructuras. |
| Arkansas |                                                            | |                                                            |                                                            |                                                            | |
| EF? | S de Manila                                                | Misisipi                                                                                                 | 35°51′N 90°13′O / 35.85, -90.22                            | 1905                                                       |                                                            | Tornado visto en Big Lake con pocos daños. |
| Kentucky |                                                            | |                                                            |                                                            |                                                            | |
| EF0 | Pembroke                                                   | Christian                                                                                                | 36°46′N 87°22′O / 36.77, -87.36                            | 2126                                                       | 2 millas (3,2 km)                                          | Pocos daños a una casa. |
| EF1 | E de Sunfish                                               | Edmonson                                                                                                 |                                                            | 2133                                                       | 1,1 millas (1,8 km)                                        | Pocos daños a una casa y otras estructuras. |
| EF1 | O de Ebenezer                                              | Mercer                                                                                                   |                                                            | 0025                                                       | 1,4 millas (2,3 km)                                        | Daños extensos a tres graneros. |
| Tennessee |                                                            | |                                                            |                                                            |                                                            | |
| EF1 | N de Parsons                                               | Decatur                                                                                                  | 35°42′N 88°07′O / 35.70, -88.12                            | 2133                                                       | 11 millas (17,7 km)                                        | Varias casas dañadas por un tornado. |
| EF1 | SO de Waverly                                              | Humphreys                                                                                                | 35°56′N 87°59′O / 35.94, -87.98                            | 2202                                                       | 13,8 millas (22,2 km)                                      | Varias casas tuvieron daños a sus techos, y árboles arrancados. |
| EF1 | SO de Aetna                                                | Hickman                                                                                                  | 35°39′N 87°30′O / 35.65, -87.50                            | 2300                                                       | 2 millas (3,2 km)                                          | Alrededor de 12 casas tuvieron daños menores. |
| EF0 | E de Westmoreland                                          | Macon | 36°32′N 86°11′O / 36.54, -86.19                            | 0059                                                       | 1,5 millas (2,4 km)                                        | Un pequeño granero fue destruido. |
| EF2 | Vonore                                                     | Monroe, Loudon, Blount                                                                                   | 35°35′N 84°17′O / 35.58, -84.28                            | 0550                                                       | desconocido                                                | Varias casas fueron dañadas al igual que una planta industrial. |
| Georgia |                                                            | |                                                            |                                                            |                                                            | |
| EF1 | N de Summerville                                           | Chattooga                                                                                                | 34°29′N 85°29′O / 34.48, -85.48                            | 0437                                                       | 7,8 millas (12,6 km)                                       | Alrededor de 10 casas dañadas (una gravemente). Cientos de árboles arrancados y dos hangares de un pequeño aeropuerto severamente dañados. El tornado probablemente inició en DeKalb (Alabama). |
| Fuentes: SPC Storm ReportS de 04/24/10, NWS Jackson Archivado el 7 de noviembre de 2012 en Wayback Machine., NWS Dallas/Fort Worth Archivado el 7 de noviembre de 2012 en Wayback Machine., NWS Springfield, NWS Huntsville 1 Archivado el 7 de noviembre de 2012 en Wayback Machine. 2 Archivado el 7 de noviembre de 2012 en Wayback Machine., NWS Memphis 1 Archivado el 7 de noviembre de 2012 en Wayback Machine. 2 Archivado el 7 de noviembre de 2012 en Wayback Machine., NWS Birmingham Archivado el 7 de noviembre de 2012 en Wayback Machine., NWS Jackson (PNS), NWS Morristown Archivado el 7 de noviembre de 2012 en Wayback Machine., NWS Nashville, NWS Louisville, NWS Paducah, NWS Peachtree City Archivado el 7 de noviembre de 2012 en Wayback Machine. NWS St. Louis, NWS Shreveport |                                                            | |                                                            |                                                            |                                                            | |

### 25 de abril
| Lista de tornados reportados - Domingo, 25 de abril de 2010             | Lista de tornados reportados - Domingo, 25 de abril de 2010 | Lista de tornados reportados - Domingo, 25 de abril de 2010 | Lista de tornados reportados - Domingo, 25 de abril de 2010 | Lista de tornados reportados - Domingo, 25 de abril de 2010 | Lista de tornados reportados - Domingo, 25 de abril de 2010 | Lista de tornados reportados - Domingo, 25 de abril de 2010 |
| ----------------------------------------------------------------------- | ----------------------------------------------------------- | ----------------------------------------------------------- | ----------------------------------------------------------- | ----------------------------------------------------------- | ----------------------------------------------------------- | --- |
| EF#                                                                     | Ubicación                                                   | Condado                                                     | Coord.                                                      | Tiempo (UTC)                                                | Recorrido                                                   | Comentarios |
| Carolina del Sur                                                        |                                                             |                                                             |                                                             |                                                             |                                                             | |
| EF2                                                                     | Darlington                                                  | Darlington                                                  | 34°15′N 79°59′O / 34.25, -79.99                             | 2340                                                        | 17 millas (27,4 km)                                         | Una casa, un edificio grande de acero, un granero, un taller y tres casas móviles fueron destruidas. Numerosas otras casas fueron dañadas, junto con una iglesia, un banco y una escuela. Dos personas resultaron heridas. |
| Carolina del Norte                                                      |                                                             |                                                             |                                                             |                                                             |                                                             | |
| EF0                                                                     | Zebulon                                                     | Wake, Franklin                                              | 35°50′N 78°19′O / 35.83, -78.32                             | 0005                                                        | 3,5 millas (5,6 km)                                         | Daños menores en una zona comercial de un centro comercial y un restaurante de comida rápida. |
| Fuentes: SPC Storm ReportS de 04/25/10, NWS Raleigh, NWS Wilmington, NC |                                                             |                                                             |                                                             |                                                             |                                                             | |